# Martin Zetterquist
Martin Fredrik Zetterquist, född 13 maj 1897 i Västra Vingåkers församling, Södermanlands län, död 29 maj 1973 i Mariefreds församling, Södermanlands län, var en svensk präst.

## Biografi
Martin Zetterquist föddes 1897 i Västra Vingåkers församling. Han var son till lantbruksinspektorn Fredrik Zetterquist och Mathilda Sofia Andersson. Zetterquist blev 13 september 1915 student vid Uppsala universitet och var medlem i Södermanlands-Nerikes nation. Han avlade vid universitet teologie kandidatexamen 31 januari 1921 och prästvigdes 5 juni 1921 i Strängnäs domkyrka. Zetterquist blev 6 juni 1921 vice pastor och vice komminister i Stenkvista församling och 10 juni 1922 komminister i Jäders församling, tillträdde 1 augusti 1922. Han blev 26 maj 1923 komminister i Eskilstuna församling, tillrädde 1 maj 1924 och blev även från 1 december 1929 lasarettspredikant i staden. Zetterquist blev 13 juni 1936 kyrkoherde i Mariefreds församling, tillträdde 1 april 1937.
Han blev 26 april 1940 kyrkoherde i Maria Magdalena församling, Stockholm, tillträdde 1 maj 1940 och var även från 1 maj 1940 vice pastor i Mariefreds församling. Zetterquist blev 29 maj 1942 extra ordinarie kunglig hovpredikant och var 1942 preses vid prästmötet i Strängnäs. Han blev 1945 direktor för praktisk teologiska institutet i Uppsala och blev 1949 ordinarie hovpredikant.

### Familj
Zetterquist gifte sig 4 maj 1929 i Nyköpings östra församling med Ellen Indebetou (född 1903), dotter till överlantmätaren Gustaf Indebetou och Berta von Fieandt. De fick tillsammans barnen Göran Fredrik Zetterquist (född 1931), Staffan Gustaf Zetterquist (född 1932), Håkan Martin Zetterquist (född 1933) och Urban Govert Zetterquist (född 1942).